# Harry Wu

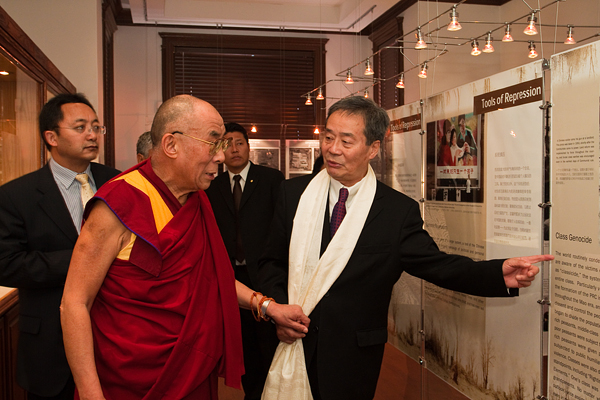
Harry Wu erklärt dem Dalai Lama die Ausstellung des „Laogai Research Foundation“ in Washington, D.C.

Harry Wu (chin. Wú Hóngdá, 吳弘達; * 8. Februar 1937 in Shanghai, Republik China; † 26. April 2016 in Honduras) war ein US-amerikanischer Bürger und chinesischer Dissident, der vor allem die chinesischen Arbeitslager (Laogai) beschrieb.
1960 wurde der Geologie-Student Wu als „konterrevolutionärer Rechtsabweichler“ verhaftet und 19 Jahre ohne Anklage in Arbeitslagern festgehalten. 1985 konnte er in die USA ausreisen und wurde Gastdozent an der University of California, Berkeley. Als leitender Direktor der „Laogai Research Foundation“ in Washington, D.C. informierte er über Arbeitslager und die dort hergestellten Produkte.

## Werke
- Laogai – The Chinese Gulag, 1993, ISBN 081331769X
- Nur der Wind ist frei. Meine Jahre in Chinas GULAG, 1994, ISBN 3550070624
- Troublemaker: one man's crusade against China's cruelty, 1996, ISBN 0970402996
- Wer schweigt, macht sich schuldig. In Chinas Arbeitslagern leiden acht Millionen Menschen, 1996, ISBN 3785708629
- Donner der Nacht: Mein Leben in chinesischen Straflagern, 2009, ISBN 386744109X